# Zespół pustego siodła
Zespół pustego siodła (łac. syndroma sellae vacuae, ang. empty sella syndrome, ESS) – zespół objawów spowodowanych patologią przysadki, polegającą na przewlekłym wpuklaniu się przestrzeni podpajęczynówkowej w obręb siodła tureckiego.

## Etiologia
Wyróżniamy pierwotny i wtórny zespół pustego siodła. W pierwszym przypadku uszkodzenie przepony (przepuklina przepony siodła) albo wrodzony brak przepony siodła tureckiego powoduje, że płyn mózgowo-rdzeniowy wpukla oponę pajęczą do siodła, powodując ucisk na przysadkę i deformację gruczołu („rozpłaszczona” przysadka przylega do ścian siodła). O wtórnym zespole pustego siodła mówimy, gdy przysadka została usunięta chirurgicznie albo uległa regresji po napromienianiu bądź farmakoterapii. W obydwu typach zespołu wskutek uszkodzenia szypuły przysadki może dojść do przerwania osi podwzgórze-przysadka (ang. stalk effect), czego najczęstszym objawem jest hiperprolaktynemia. Zbiornik płynowy może też przemieścić nerwy wzrokowe i ich skrzyżowanie. Może być następstwem udaru przysadki. Nazwa zespołu pochodzi od charakterystycznego obrazu tomografii komputerowej i tomografii rezonansu magnetycznego.

## Epidemiologia
Choroba ta typowo występuje u kobiet z nadwagą po licznych ciążach, ale może wystąpić w każdym wieku i u obu płci. Częstość występowania ocenia się nawet na około 5% populacji.

## Objawy i przebieg
Zespół może przebiegać bez żadnych objawów, czasem jego zdiagnozowanie poprzedza wystąpienie u pacjenta objawów hiperprolaktynemii: zaburzeń miesiączkowania, obniżenia libido, impotencji. We wtórnym zespole pustego siodła objawy wynikają z niedoczynności przysadki.
Objawy można podzielić na 
- neurologiczne: uporczywe bóle głowy.
- okulistyczne: obrzęk tarczy nerwu wzrokowego, ubytki w polu widzenia.
- endokrynologiczne: niedoczynność przysadki oraz hiperprolaktynemia.

## Leczenie
O ile czynność przysadki jest prawidłowa, nie stosuje się żadnego leczenia w pierwotnym zespole pustego siodła. W razie wystąpienia objawów hiperprolaktynemii leczenie polega na obniżeniu osoczowych poziomów prolaktyny. 
Leczenie wtórnego zespołu pustego siodła polega na suplementacji hormonów przysadki. 

## Rokowanie
Zespół pustego siodła nie jest schorzeniem zagrażającym życiu, nie wpływa na długość życia chorych i na ogół nie pogarsza jego jakości. Rokowanie zależy od przyczyny, towarzyszących stanów i obrazu klinicznego pacjenta.